# Mehringer Berg (Longen/Mehring)
Der Mehringer Berg auf der Gemarkungsgrenze von Longen und Mehring ist ein Berg im Landkreis Trier-Saarburg, Rheinland-Pfalz. Er ist Teil der Moselberge, liegt auf 418,7 m ü. NHN und ist der höchste Punkt des Moselsteiges.
Am Mehringer Berg entspringen die linken Moselzuflüsse Landwehrgraben, Kautenbach und Mehringer Mühlenbach.
Zwischen Mehringer Berg und Hummelsberg steht das Landwehrkreuz, ein Kulturdenkmal.